# Староджереліївська
Староджереліївська — станиця в Красноармійському районі Краснодарського краю, утворює Староджереліївське сільське поселення.
Населення (2002) — 3,1 тис. осіб.

## Розташування
Розташована в дельті Кубані, за 14 км східніше районного центру — станиці Полтавської, де знаходиться найближча залізнична станція. Станиця оточена рисовими чеками і численними каналами, спорудженими в 1970-ті роках.

## Історія
На початку XIX ст. козаки Чорноморського козацького Війська були разом із родинами переселені на Кубань. За допомогою жеребкування між куренями Війська був проведений розподіл землі, за результатами якого Джереліївський курінь отримав прикордонні землі і заснував курінне селище на тому місці, де зараз знаходиться сучасне місто Слов'янськ.
- У 1807 році, у зв'язку з постійними нападами адигів курінне селище Джереліївське було перенесене на нове місце.
- У 1811 курінне селище було перейменовано в Староджереліївське, після того, як в низов'ях Кірпілі було утворено курінне селище Новоджереліївське.
- З 1843 — станиця Староджереліївська. Населення 3096 мешканців.
- З 1891, козаки станиці брали участь у заселення станиць Анапської, Гостагаївської, Саратовської, Слов'янської і Челбаської.
- У 1891, в станиці мешкало 4417 мешканців. На землях станиці розташовувалось 12 хуторів.
- У 1913, населення станиці з хуторами Ангелінський, Велика Гряда, Жовті Копані, Протока становило 10 563 жителів.